# 菊幸一
菊 幸一（きく こういち、1957年 - ）は、日本の体育学者。筑波大学教授。専門分野は体育社会学、スポーツ社会学。

## 経歴
富山県生まれ。1987年、筑波大学大学院博士課程体育科学研究科単位取得退学。九州大学健康科学センター講師、奈良女子大学文学部助教授を経て、筑波大学体育科学系教授。

## 主な著作
- 『よくわかるスポーツ文化論』ミネルヴァ書房、2017年
- 『新版・教養としての体育原理』大修館書店、2016年
- 『現代スポーツのパースペクティブ』大修館書店、2006年
- 『スポーツファンの社会学』世界思想社、1997年
- 『高校野球の社会学』世界思想社、1994年
- 『スポーツ社会学への招待』不昧堂出版、1990年
- 『スポーツ技術の社会学』不昧堂出版、1984年